# Skrøbelev Kirke
Skrøbelev Kirke på Langeland er en traditionel hvid dansk kirke.
Udover hovedudgangen har kirken en lille privat udgang til Skrøbelev Gods.

## Eksterne kilder og henvisninger
- Skrøbelev Kirke hos KortTilKirken.dk